# دریاچه جاکومو

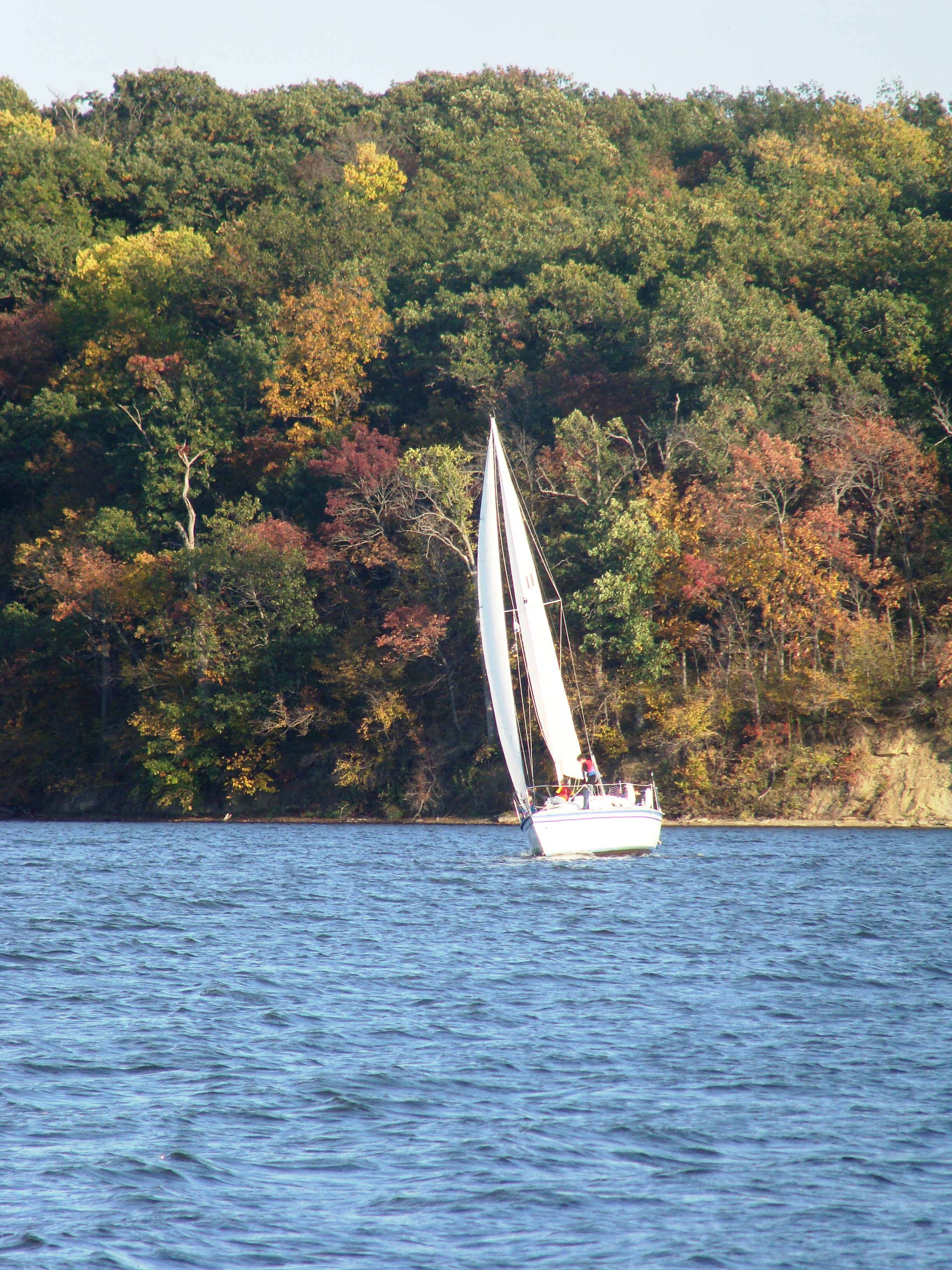

دریاچه جاکومو (Jacomo Lake) نام یک دریاچه آب شیرین در نزدیکی شهر کانزاس سیتی است.
این دریاچه ۳٫۹ کیلومتر مربع وسعت دارد و قسمتی از پارک فلمینگ است.